# Кохання з першого погляду (фільм, 1998)
Коха́ння з пе́ршого по́гляду — індійський трилер 1998 року.

## Сюжет
Останніми роками біля Індії все частішають терористичні акти. Багато громадських організацій намагаються привернути увагу людей до цієї проблеми. Амар Варм працює журналістом на радіо. Він ретельно збирає та оголошує інформацію про різні терористичні угруповання, які проводять усілякі операції з метою залякування громадян.
Якось герой вирушає до штату Ассам, щоб узяти інтерв'ю у глави сепаратистів. Там він зустрічає Мегхну, в яку закохується буквально з першого погляду і зізнається їй у своїх почуттях. Дівчина не може відповісти йому взаємністю, адже вона є членом таємного клану, однак погоджується на повторну зустріч із журналістом. На пропозицію руки та серця при повторній зустрічі Амар отримує рішучу відмову.
Повернувшись додому засмучений Амар погоджується пов'язати свою долю із прекрасною дівчиною Пріті, яку підібрали йому батьки. У день весілля, коли все вже було готове, з'являється Мегхну і повідомляє, що їй терміново потрібна його допомога. Він дуже зрадів, що може провести час з дівчиною, до якої відчуває справжні почуття і готовий зробити для неї все що завгодно. Проте чоловікові ще невідомо, ким насправді є його обраниця.